# Żywot szlachcica we wsi
Żywot szlachcica we wsi – poemat Andrzeja Zbylitowskiego wydany Krakowie w 1597.
Utwór odwołuje się do toposu Arkadii. Prezentuje zalety życia na wsi i na łonie natury, sprzyjającego cnocie, szczęściu i umiarowi. Zagrożeniem dla tej pierwotnej harmonii jest życie w miastach oraz złoto jako środek gromadzenia dóbr. Autor przeciwstawia też żywot ziemianina życiu rycerza. Powołaniem szlachcica jest raczej życie na wsi i gospodarowanie niż wojaczka. Praca ziemianina (w praktyce polegająca na dozorowaniu chłopów) zostaje dowartościowana jako funkcja żywiciela państwa.